# Tên miền phụ
Trong hệ thống phân cấp Domain Name System (DNS), tên miền phụ là tên miền là một phần của tên miền chính.